# Núi Kaczawskie

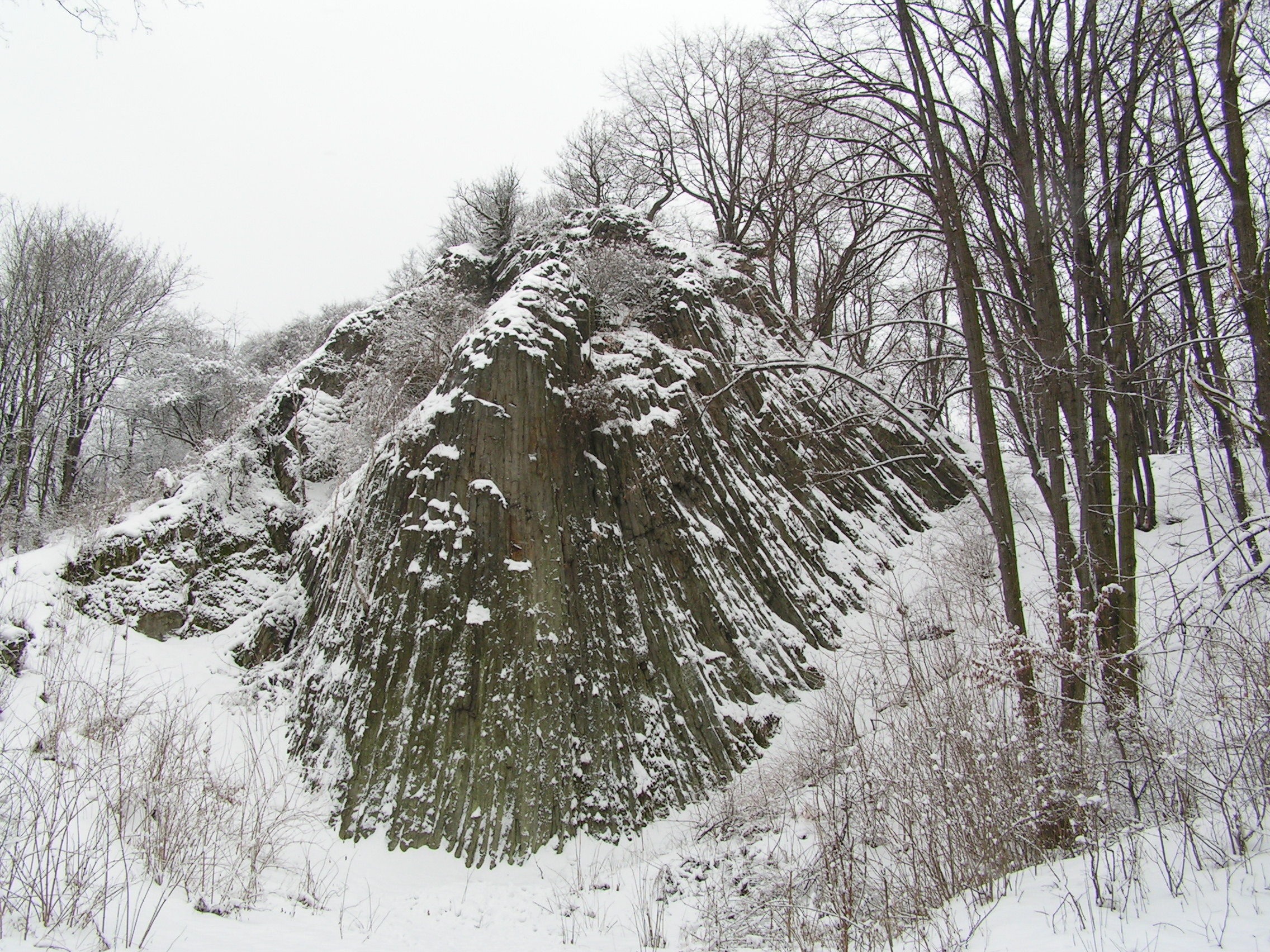
Nham thạch dãy núi Kaczawskie

Dãy núi Katzbach hay dãy núi Kaczawskie (tiếng Ba Lan: Góry Kaczawskie; tiếng Đức: Katzbachgebirge) là dãy núi chạy dài khoảng 30 km, nằm ở Tây Sudety, Ba Lan. Núi thuộc địa phận tỉnh Dolnośląskie. Đỉnh cao nhất của núi là Melkgelte/Skopiec (cao 724 m). Phía bắc của dãy núi Katzbach là chân đồi Katzbach (tiếng Ba Lan: Pogórze Kaczawskie; tiếng Đức: Bober-Katzbach-Vorgebirge).

## Vị trí

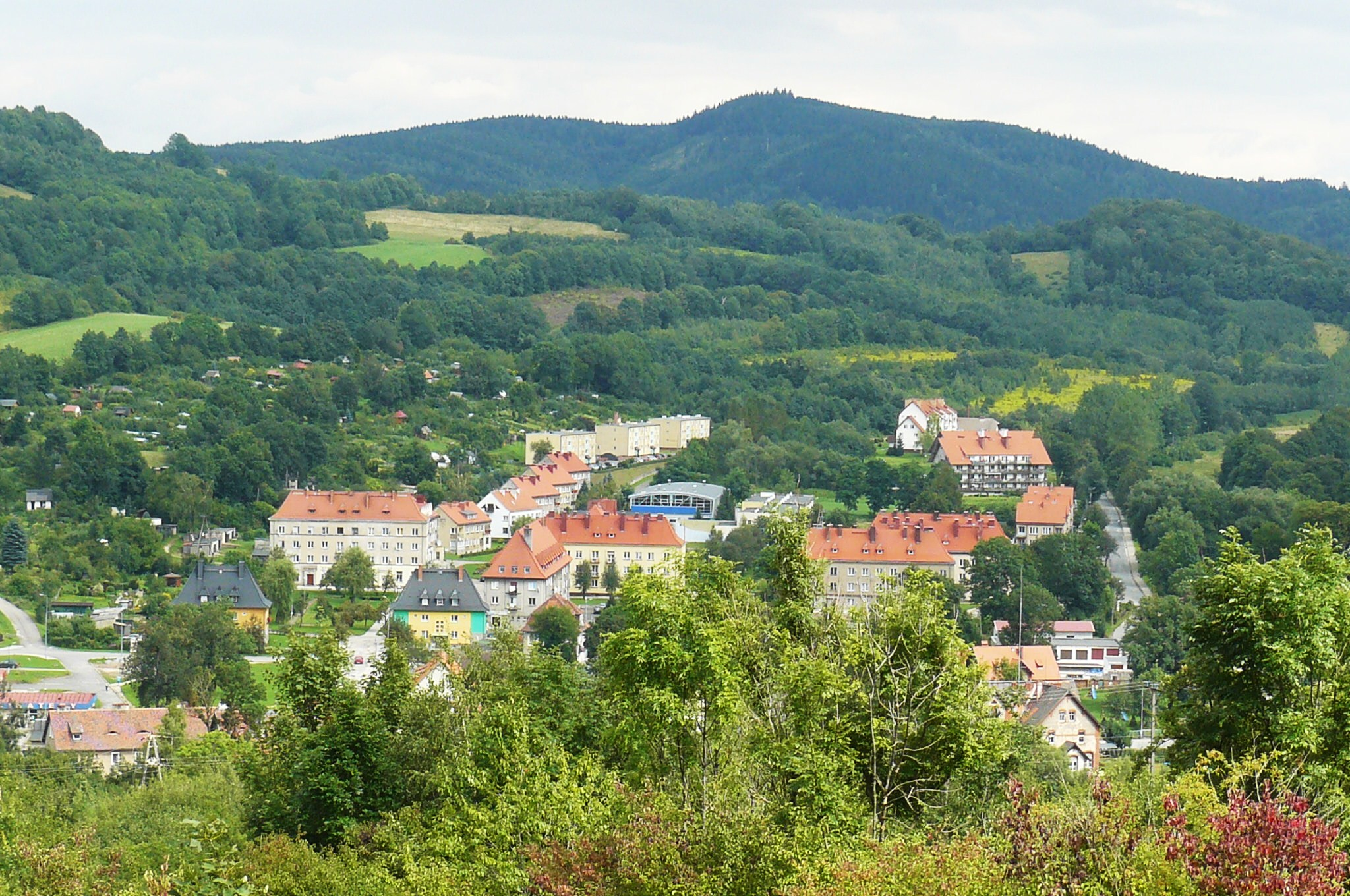
Đỉnh Wojcieszów nhìn từ Połom

Sườn núi chạy từ tây bắc đến đông nam ở độ cao từ 400 đến 700 mét, là dãy núi uốn nếp cấu tạo bởi đá vôi, đá bảng và đá dolomit. Ở phía tây, Bober phân tách phạm vi từ Dãy núi Izerskie tới vùng Jizera. Phía bắc là chân đồi Katzbach, phía đông là sông Raging Neisse. Phía đông nam, dãy núi Katzbach hợp nhất thành Cao nguyên Waldenburg / Walbrzyskie. Phía nam, thung lũng Jeleniogórska là vị trí chuyển tiếp giữa dãy núi Katzbac và dãy núi Krkonoše.

## Hệ sinh thái
Thực vật trên dãy núi Kaczawskie có nhiều loài giá trị:
- Cyclamen purpurascens
- Neotinea ustulata
- Orobanche pallidiflora
- Cypripedium calceolus